# Maurice Renard

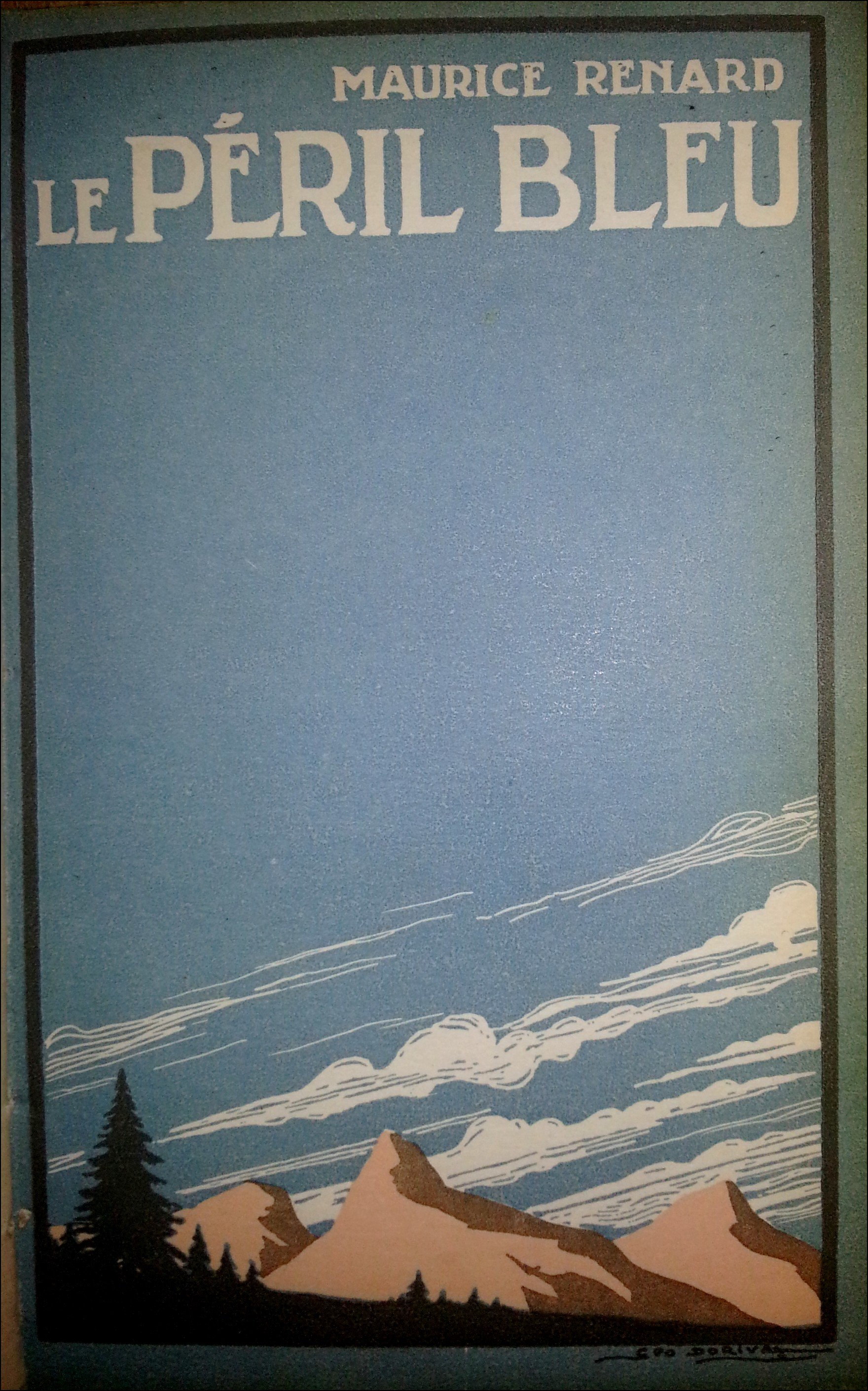
Copertina del romanzo Le Péril bleu, 1912

Maurice Renard (Châlons-en-Champagne, 28 febbraio 1875 – Rochefort, 18 novembre 1939) è stato uno scrittore francese, specializzato nei generi del romanzo di anticipazione, poliziesco e avventuroso.

## Biografia
Originario di Reims, influenzato da Jules Verne, Charles Dickens, Edgar Allan Poe e H. G. Wells, esordì con i racconti di Fantômes et fantoches nel 1905.
Scrisse alcuni popolari romanzi della nascente fantascienza a quel tempo denominata "anticipazione": Le Docteur Lerne (1908) e Le Péril bleu (1912).
Congedato dopo aver combattuto nella prima guerra mondiale, pubblicò nel 1921 il suo romanzo più famoso, Le mani di Orlac (Les Mains d'Orlac), una storia a mezza via tra il poliziesco e il fantastico che sarà adattata varie volte al cinema.

## Opere
Elenco parziale
- Fantômes et fantoches (1905), con lo pseudonimo di Vincent Saint Vincent
- Le Docteur Lerne, sous-dieu (1908)
- Le Voyage immobile (1909)
- Le Péril bleu (1912)
- Monsieur d'Outremort (1913)
- Le mani di Orlac (Les Mains d'Orlac, 1921)
- L'uomo truccato (L'Homme truqué, 1921), romanzo breve
- La torre di re Giovanni (Le Singe, 1925), scritto con Albert-Jean Renard
- L'Invitation à la peur (1926)
- Un homme chez les microbes (1928)
- Le Carnaval du mystère (1929)
- La Jeune Fille du yacht (1930)
- Celui qui n'a pas tué (1932)
- Le Maître de la lumière (1933)
- Le professeur Krantz
- La cantatrice
- La gloire du Comacchio
- L'homme au corps subtil
- La rumeur dans la montagne
- Le lapidaire

## Adattamenti

### Cinema
Nel corso degli anni sono stati prodotti quattro adattamenti cinematografici del romanzo Les mains de Orlac:
- Le mani dell'altro (Orlacs Hände), regia di Robert Wiene (1924)[1]
- Amore folle (Mad Love), regia di Karl Freund (1935)[2]
- Le mani dell'altro (The Hands of Orlac), regia di Edmond Gréville (1961)[3]
- Le mani dell'assassino (Hands of a Stranger), regia di Newton Arnold (1962)[4]

### Televisione
- Le Péril bleu (1975) ORTF
- L'étrange château du docteur Lerne (1983) ORTF